# Acer grandidentatum
Acer grandidentatum är en kinesträdsväxtart som beskrevs av Thomas Nuttall och Torr. & Gray. Acer grandidentatum ingår i släktet lönnar, och familjen kinesträdsväxter. Utöver nominatformen finns också underarten A. g. sinuosum.